# اساكا سرناك
اساكا سرناك (بالإنجليزية: Isaka Cernak) (9 أبريل 1989 ببريزبان في أستراليا - ) هو لاعب كرة قدم أسترالي في مركز الوسط. شارك مع منتخب أستراليا تحت 20 سنة لكرة القدم ومنتخب أستراليا الوطني لكرة القدم تحت 23 سنة. أما مع النوادي، فقد لعب مع سوبر سبورت يونايتد ونادي برث غلوري ونادي بريزبان رور ونادي ملبورن فيكتوري ونادي ويلينغتون فينيكس وNorthern Fury FC ‏.

## روابط خارجية
- اساكا سرناك على موقع قاعدة بيانات كرة القدم.إي يو (الإنجليزية)
- اساكا سرناك على موقع Soccerway.com (الإنجليزية)
- اساكا سرناك على موقع عالم كرة القدم.نت (الإنجليزية)